# Eleição municipal de Osasco em 2004
A eleição municipal de Osasco em 2004 aconteceu em 3 de outubro de 2004 para eleger um prefeito, um vice-prefeito e 21 vereadores no município de Osasco, no Estado de São Paulo, no Brasil. Na eleição Emídio de Souza, do PT, foi eleito com 52,54%, dos votos válidos no segundo turno, ele venceu na disputa o então prefeito Celso Giglio, do PSDB. O vice-prefeito eleito, na chapa de Emídio, foi Faisal Cury, do PTB. Na Câmara Municipal, o vereador mais bem votado foi Toniolo, do PSDB, que obteve 9.862 votos. Emídio Pereira de Souza governou a cidade pelo período de 1º de janeiro de 2005 a 31 de dezembro de 2008.

## Antecedentes
Na eleição municipal de 2000, o então deputado federal Celso Giglio, do PTB, foi eleito no primeiro turno, prefeito de Osasco com 51,10% dos votos, vencendo Emídio de Souza, do PT, que ficou em segundo lugar com 47,54% dos votos.

## Eleitorado
Na eleição municipal de Osasco em 2004, estavam aptos a votar 478.241 eleitores, desses 413.919 eleitores compareceram as urnas, no primeiro turno, já no segundo turno, o comparecimento as urnas foi de 399.868 eleitores, representando 83,61% do eleitorado apto.

## Candidatos
| Candidato(a)                                       | Vice                                          | Partido | Nº | Coligação                                                             |
| -------------------------------------------------- | --------------------------------------------- | ------- | -- | --------------------------------------------------------------------- |
| Ana Paula Rossi de Almeida Magdesian               | Edson Luiz Polim Oliveira Silva, Mestre Polim | PHS     | 31 | "Compromisso Com a Palavra" (PHS/PMN)                                 |
| Arnaldo Camilo dos Santos                          | Greice Cristina de Oliveira Kerche            | PV      | 43 | "PV"                                                                  |
| Celso Antonio Giglio                               | Délbio Camargo Teruel                         | PSDB    | 45 | "Viva Osasco" (PSDB/PSDC/PP/PDT/PSL/PSC/PFL/PRTB/PTC/PSB/PRP/PT do B) |
| Emídio Pereira de Souza                            | Faisal Cury                                   | PT      | 13 | "Frente Osasco Nova Vida" (PT/PTB/PTN/PCB/PL/PPS/PC do B)             |
| Haroldo de Nazaré Miranda dos Santos (Dr. Haroldo) | Amerino Sebastião da Silva                    | PMDB    | 15 | "PMDB"                                                                |
| José Tabajara de Faria Silva                       | Sérgio Aparecido Irene                        | PAN     | 26 | "PAN"                                                                 |

## Resultados

### Prefeito
| Candidato(a)            | Vice                    | 1º Turno 3 de outubro de 2004 | 1º Turno 3 de outubro de 2004 | 2º Turno 31 de outubro de 2004 | 2º Turno 31 de outubro de 2004 |
| Candidato(a)            | Vice                    | Votação                       | Votação                       | Votação                        | Votação                        |
| Candidato(a)            | Vice                    | Total                         | Porcentagem                   | Total                          | Porcentagem                    |
| ----------------------- | ----------------------- | ----------------------------- | ----------------------------- | ------------------------------ | ------------------------------ |
| Emídio de Souza (PT)    | Faysal Cury (PTB)       | 179.206                       | 46,60%                        | 201.060                        | 52,54%                         |
| Celso Giglio (PSDB)     | Délbio Teruel (PSDC)    | 167.846                       | 43,65%                        | 181.633                        | 47,46%                         |
| Ana Paula Rossi (PHS)   | Mestre Polim (PHS)      | 25.220                        | 6,56%                         | Não participaram               | Não participaram               |
| Camilo (PV)             | Greice Kerche (PV)      | 6.933                         | 1,80%                         | Não participaram               | Não participaram               |
| Dr. Haroldo (PMDB)      | Amerino (PMDB)          | 3.266                         | 0,85%                         | Não participaram               | Não participaram               |
| Tabajara (PAN)          | Sérgio Ape (PAN)        | 2.068                         | 0,54%                         | Não participaram               | Não participaram               |
| Total de votos válidos  | Total de votos válidos  | 384.539                       | 100,00%                       | 382.693                        | 100,00%                        |
| Votos apurados          |                         |                               |                               |                                |                                |
| Votos válidos           | Votos válidos           | 384.539                       | 92,90%                        | 382.693                        | 95,71%                         |
| Votos em branco         | Votos em branco         | 9.809                         | 2,37%                         | 5.247                          | 1,31%                          |
| Votos nulos             | Votos nulos             | 19.571                        | 4,73%                         | 11.928                         | 2,98%                          |
| Total de votos apurados | Total de votos apurados | 413.919                       | 100,00%                       | 399.868                        | 100,00%                        |
| Eleitores               |                         |                               |                               |                                |                                |
| Comparecimento          | Comparecimento          | 413.919                       | 86,55%                        | 399.868                        | 83,61%                         |
| Abstenções              | Abstenções              | 64.322                        | 13,45%                        | 78.373                         | 16,39%                         |
| Total de eleitores      | Total de eleitores      | 478.241                       | 100,00%                       | 478.241                        | 100,00%                        |

### Vereador
| Resultado da eleição para a Câmara Municipal de Osasco em 2004 | Resultado da eleição para a Câmara Municipal de Osasco em 2004 | Resultado da eleição para a Câmara Municipal de Osasco em 2004 | Resultado da eleição para a Câmara Municipal de Osasco em 2004 | Resultado da eleição para a Câmara Municipal de Osasco em 2004 | Resultado da eleição para a Câmara Municipal de Osasco em 2004 |
| Candidato                                                      | Número                                                         | Partido                                                        | Votos                                                          | %                                                              |                                                                |
| -------------------------------------------------------------- | -------------------------------------------------------------- | -------------------------------------------------------------- | -------------------------------------------------------------- | -------------------------------------------------------------- | -------------------------------------------------------------- |
| Toniolo                                                        | 45.678                                                         | PSDB                                                           | 9.862                                                          | 2,55                                                           |                                                                |
| Dr. Gaspar                                                     | 45.245                                                         | PSDB                                                           | 7.086                                                          | 1,83                                                           |                                                                |
| Dr. José Amando                                                | 25.653                                                         | PFL                                                            | 6.576                                                          | 1,70                                                           |                                                                |
| Didi                                                           | 45.630                                                         | PSDB                                                           | 6.356                                                          | 1,64                                                           |                                                                |
| Jair Assaf                                                     | 45.666                                                         | PSDB                                                           | 6.081                                                          | 1,57                                                           |                                                                |
| Marcos Martins                                                 | 13.666                                                         | PT                                                             | 5.600                                                          | 1,45                                                           |                                                                |
| Cláudio Piteri                                                 | 70.111                                                         | PT do B                                                        | 5.473                                                          | 1,42                                                           |                                                                |
| Prof. Mário Luiz Guide                                         | 40.140                                                         | PSB                                                            | 5.087                                                          | 1,32                                                           |                                                                |
| Barbosa                                                        | 45.644                                                         | PSDB                                                           | 4.803                                                          | 1,24                                                           |                                                                |
| Cuca                                                           | 45.699                                                         | PSDB                                                           | 4.726                                                          | 1,22                                                           |                                                                |
| Fábio Yamato                                                   | 45.711                                                         | PSDB                                                           | 4.711                                                          | 1,22                                                           |                                                                |
| Dr. André Sacco                                                | 28.645                                                         | PRTB                                                           | 4.582                                                          | 1,19                                                           |                                                                |
| Aguimarães                                                     | 13.699                                                         | PT                                                             | 4.404                                                          | 1,14                                                           |                                                                |
| Gilmar Romano                                                  | 27.222                                                         | PSDC                                                           | 4.378                                                          | 1,13                                                           |                                                                |
| Osvaldo Verginio                                               | 27.027                                                         | PSDC                                                           | 4.175                                                          | 1,08                                                           |                                                                |
| Missionária Dionizia Luvizotto                                 | 28.644                                                         | PRTB                                                           | 3.661                                                          | 0,95                                                           |                                                                |
| Bognar                                                         | 70.123                                                         | PT do B                                                        | 3.623                                                          | 0,94                                                           |                                                                |
| Miazaki                                                        | 36.751                                                         | PTC                                                            | 3.599                                                          | 0,93                                                           |                                                                |
| Aluísio Pinheiro                                               | 13.620                                                         | PT                                                             | 3.243                                                          | 0,84                                                           |                                                                |
| Nelsinho                                                       | 13.636                                                         | PT                                                             | 2.975                                                          | 0,77                                                           |                                                                |
| Sônia Rainho                                                   | 13.601                                                         | PT                                                             | 2.805                                                          | 0,73                                                           |                                                                |

| Votos válidos   | Votos válidos   | 386.552 | 93,39% |
| Votos nulos     | Votos nulos     | 12.329  | 2,98%  |
| Votos em branco | Votos em branco | 15.038  | 3,63%  |
| Total           | Total           | 413.919 | 100%   |